# Main Hoon Na
Main Hoon Na (मैं हूँ ना, in italiano Sono qui per te) è un film indiano del 2004 diretto da Farah Khan e prodotto da Gauri Khan. È stato proiettato in India il 30 aprile 2004 ed è stato uno dei più notevoli successi dell'anno in India. Protagonisti della pellicola sono Shahrukh Khan, Zayed Khan, Sunil Shetty, Amrita Rao e Sushmita Sen.
Il film, costato 5,55 milioni di dollari, è riuscito ad incassarne 15,06 milioni, diventando il secondo migliore incasso dell'anno.
Il film è stato candidato per dieci Filmfare Awards, fra cui miglior attore, migliore commedia, migliore attrice non protagonista, miglior attore non protagonista, miglior regista (la prima donna nella storia ad ottenere tale nomination), miglior cattivo e miglior Film. Sonu Nigam è stato candidato come miglior cantante per due canzoni dello stesso film, cioè quella che dà il nome al film e Tumse Milke. Alla fine il film ha vinto il Filmfare Award al miglior compositore.